# Rue Prunelle
La rue Prunelle est une voie du quartier des pentes de la Croix-Rousse dans le 1er arrondissement de Lyon, en France.

## Accès et situation
La rue Prunelle commence à la place Rouville et se poursuit par la rue Ornano.

## Origine du nom
La rue est nommée d'après le médecin Gabriel Prunelle, devenu maire de Lyon en 1830 jusqu'en 1835. Il a fait bénéficier de libéralités aux collections du Palais Saint-Pierre, à son école de dessin et à l'académie de Lyon. Il organise également le système de distribution de l'eau du Rhône pour les Lyonnais.